# Les Plus Beaux Villages de Wallonie
 (janvier 2021).
Si vous disposez d'ouvrages ou d'articles de référence ou si vous connaissez des sites web de qualité traitant du thème abordé ici, merci de compléter l'article en donnant les références utiles à sa vérifiabilité et en les liant à la section « Notes et références ».
L'association des Plus beaux villages de Wallonie est une association à but non lucratif belge créée en 1994, à l'initiative de Alain Collin, lors des Assises du Tourisme de la Province de Namur et s'inspirant notamment de l'expérience des « Plus Beaux Villages de France ». Elle s'est donné pour mission de promouvoir les arguments touristiques de petits villages de Région wallonne riches d'un patrimoine de qualité. Actuellement, 33 villages font partie de l'association.
Depuis le 7 juillet 2012, Les Plus Beaux Villages de Wallonie fait partie de l'association internationale Les Plus Beaux Villages de la Terre.

## Les objectifs de l'association
• Garantir l'authenticité des villages du réseau en construisant une dynamique associative et culturelle autour de l'exigence de 
qualité. 
• Élaborer une politique de développement durable s’appuyant sur la mise en valeur et la protection du patrimoine architectural des villages du réseau, sur la valorisation des produits liés à l’identité régionale. 
• Amplifier la notoriété du réseau en soutenant une politique d’accueil conciliant confort du résident et agrément du visiteur. La démarche vise également à mieux faire apprécier les richesses associatives et culturelles de la Wallonie rurale en menant une politique de produits et d’événements qui valorise la qualité de vie au village. 
• Assurer la reconnaissance de la spécificité des villages de caractère par les pouvoirs publics (Union européenne, État, 
Région, etc.).

## Les conditions d'admission
Le réseau des Plus Beaux Villages de Wallonie est construit autour du critère de qualité. Celui-ci se retrouve à tous les niveaux, notamment au sein des conditions d'admission du village :
• Un caractère rural.
• L’existence d’un ou plusieurs monuments classés ou susceptibles de l’être à brève échéance.
• Un patrimoine architectural et urbanistique de valeur, apprécié au travers d’une série de critères.
• Une volonté communale et/ou associative, authentifiée par des actes concrets de mise en valeur du patrimoine. 
La « Charte de Qualité » de l'asbl Les Plus Beaux Villages de Wallonie est disponible sur le site officiel de l'association.

## Liste des 33 villages
| Aubechies Thon-Samson Sosoye Guirsch Crupet Nobressart Barbençon Gros-Fays Lompret Soulme Wéris My Chassepierre Mozet Montignies-sur-Roc Ny Celles Mélin Saint-Remy-Geest Redu Limbourg Olne Falaën Our Soiron Torgny Mirwart Chardeneux Clermont Ragnies Vierves-sur-Viroin Laforêt Sohier |

| Village            | Commune            | Province                   | Région géologique         | Principal matériau de construction | Année d'adhésion | Illustration |
| ------------------ | ------------------ | -------------------------- | ------------------------- | ---------------------------------- | ---------------- | ------------ |
| Aubechies          | Belœil             | Province de Hainaut        | Plateau limoneux hennuyer | Grès                               | 1994             |              |
| Barbençon          | Beaumont           | Province de Hainaut        | Plateau limoneux hennuyer | Calcaire/Brique                    | 2016             |              |
| Celles             | Houyet             | Province de Namur          | Condroz                   | Calcaire                           | 1994             |              |
| Chardeneux         | Somme-Leuze        | Province de Namur          | Condroz                   | Calcaire                           | 1994             |              |
| Chassepierre       | Florenville        | Province de Luxembourg     | Lorraine belge            | Calcaire                           | 2016             |              |
| Clermont           | Thimister-Clermont | Province de Liège          | Pays de Herve             | Brique                             | 1994             |              |
| Crupet             | Assesse            | Province de Namur          | Condroz                   | Calcaire                           | 1994             |              |
| Falaën             | Onhaye             | Province de Namur          | Condroz                   | Calcaire                           | 1994             |              |
| Gros-Fays          | Bièvre             | Province de Namur          | Ardenne                   | Schiste                            | 2013             |              |
| Guirsch            | Arlon              | Province de Luxembourg     | Lorraine belge            | Grès                               | 2023             |              |
| Laforêt            | Vresse-sur-Semois  | Province de Namur          | Ardenne                   | Schiste                            | 1994             |              |
| Limbourg           | Limbourg           | Province de Liège          | Pays de Herve             | Brique/Calcaire                    | 2016             |              |
| Lompret            | Chimay             | Province de Hainaut        | Fagne/ Calestienne        | Calcaire                           | 1994             |              |
| Mélin              | Jodoigne           | Province du Brabant wallon | Hesbaye                   | Pierre de Gobertange               | 1994             |              |
| Mirwart            | Saint-Hubert       | Province de Luxembourg     | Ardenne                   | Grès                               | 2016             |              |
| Montignies-sur-Roc | Honnelles          | Province de Hainaut        | Plateau limoneux hennuyer | Grès                               | 2017             |              |
| Mozet              | Gesves             | Province de Namur          | Condroz                   | Calcaire                           | 1994             |              |
| My                 | Ferrières          | Province de Liège          | Famenne/Calestienne       | Calcaire                           | 2019             |              |
| Nobressart         | Attert             | Province de Luxembourg     | Lorraine belge            | Schiste sous crépi                 | 1994             |              |
| Ny                 | Hotton             | Province de Luxembourg     | Famenne/Calestienne       | Calcaire                           | 1994             |              |
| Olne               | Olne               | Province de Liège          | Pays de Herve             | Calcaire/Brique                    | 1994             |              |
| Our                | Paliseul           | Province de Luxembourg     | Ardenne                   | Schiste                            | 2017             |              |
| Ragnies            | Thuin              | Province de Hainaut        | Plateau limoneux hennuyer | Calcaire                           | 1994             |              |
| Redu               | Libin              | Province de Luxembourg     | Ardenne                   | Grès                               | 2024             |              |
| Saint-Remy-Geest   | Jodoigne           | Province du Brabant wallon | Hesbaye                   | Pierre de Gobertange               | 2022             |              |
| Sohier             | Wellin             | Province de Luxembourg     | Famenne/Calestienne       | Calcaire                           | 1994             |              |
| Soiron             | Pepinster          | Province de Liège          | Pays de Herve             | Calcaire/Brique                    | 1994             |              |
| Sosoye             | Anhée              | Province de Namur          | Condroz                   | Calcaire                           | 1994             |              |
| Soulme             | Doische            | Province de Namur          | Fagne                     | Calcaire                           | 1994             |              |
| Thon-Samson        | Andenne            | Province de Namur          | Condroz                   | Calcaire                           | 1994             |              |
| Torgny             | Rouvroy            | Province de Luxembourg     | Lorraine belge            | Grès                               | 1994             |              |
| Vierves-sur-Viroin | Viroinval          | Province de Namur          | Fagne/Calestienne         | Calcaire                           | 1994             |              |
| Wéris              | Durbuy             | Province de Luxembourg     | Famenne/Calestienne       | Calcaire                           | 1994             |              |

Deigné (commune d'Aywaille) a fait partie de l'association jusqu'en 2013 et Fagnolle (commune de Philippeville) jusqu'en 2020.